# 1984-es wimbledoni teniszbajnokság
Az 1984-es wimbledoni teniszbajnokság az év harmadik Grand Slam-tornája, a wimbledoni teniszbajnokság 98. kiadása volt, amelyet június 25–július 8. között rendeztek meg. A férfiaknál John McEnroe, nőknél Martina Navratilova nyert.

## Döntők

### Férfi egyes
John McEnroe -  Jimmy Connors, 6-1, 6-1, 6-2

### Női egyes
Martina Navratilova -  Chris Evert, 7-6, 6-2

### Férfi páros
Peter Fleming /  John McEnroe -  Pat Cash /  Paul McNamee, 6-2, 5-7, 6-2, 3-6, 6-3

### Női páros
Martina Navratilova /  Pam Shriver -  Kathy Jordan /  Anne Smith, 6-3, 6-4

### Vegyes páros
John Lloyd /  Wendy Turnbull -  Steve Denton /  Kathy Jordan, 6-3, 6-3

## Juniorok

### Fiú egyéni
Mark Kratzmann –  Stefan Kruger 6–4, 4–6, 6–3

### Lány egyéni
Annabel Croft –  Elna Reinach 3–6, 6–3, 6–2

### Fiú páros
Ricky Brown /  Robbie Weiss –  Mark Kratzmann /  Jonas Svensson 1–6, 6–4, 11–9

### Lány páros
Caroline Kuhlman /  Stephanie Rehe –  Viktorija Milvidszkaja /  Larisza Szavcsenko 6–3, 5–7, 6–4